# Alfa Romeo 80
L'Alfa Romeo 80 était un camion de catégorie moyenne polyvalent fabriqué par le constructeur italien Alfa Romeo V.I. à partir de 1931. Ce fut le second véhicule industriel produit par Alfa Romeo.
Ce véhicule fut fabriqué pendant 2 ans et a été décliné en version civile et militaire.

## Histoire
L'Alfa Romeo 80 était un camion de moyen tonnage et le second véhicule industriel du constructeur milanais Alfa Romeo. Comme son aîné, le 50, il disposait d'une ligne de cabine très carrée. Il sera fabriqué dans l'usine usine de Portello à Milan, avant son agrandissement.
À la fin de la première guerre mondiale, l'Italie veut renforcer et moderniser son parc matériel militaire qui disposait toujours des Fiat 18 et Ceirano 50 CM des années 1920. L'armée du Roi d'Italie sollicita tous les constructeurs nationaux. Fiat V.I. proposera ses Fiat 621 et Fiat 632, Lancia V.I. son fameux Lancia Ro et Alfa Romeo qui n'avait aucune expérience en la matière dû, sous la pression des autorités militaires, négocier en 1929 une coopération avec les constructeurs allemands Deutz pour le moteur et Büssing-Nap pour le châssis.
C'est ainsi que le constructeur milanais de voitures sportives se lança dans la construction de camions avec l'Alfa 50 qui sera présenté en 1931 puis du modèle 80 en 1932.
Comme tous les poids lourds immatriculés sur le territoire italien jusqu'en 1974, la conduite est à droite.
Ce camion avait de grandes dimensions pour une charge utile peu importante. Alfa Romeo essuya les mêmes reproches que lors de la présentation de l'Alfa 50. Ses coûts d'exploitation étaient beaucoup plus élevés que ses concurrents. Les ventes furent très peu nombreuses et le véhicule ne fut jamais homologué par le Regio Esercito, l'armée italienne.